# Anthony Panizzi
Anthony Panizzi   (Brescello, 16 de setembre de 1797 - Londres, 8 d'abril de 1879) nom amb què es coneixia, Antonio Genesio Maria Panizzi,  va ser un ciutadà britànic de naixement italià i un patriota italià. Fou bibliotecari, convertint-se en el Director del Museu Britànic des de 1856 a 1866. Va ser el creador del sistema de catàleg modern.

## Biografia
Panizzi va néixer a Brescello, província de Reggio Emilia, al nord d'Itàlia. Es va graduar en Dret l'any 1818. Va ser nomenat Inspector de les Escoles Públiques de Brescello. Va ser durant aquell període que es va acusar Pannizi de ser un Carbonaro, membre de l'oposició del règim polític de l'època. Les evidències van concloure que l'acusació era verdadera.
L'octubre de 1822, durant un període d'agitació política a Itàlia, Panizzi va ser notificat que s'enfrontava a arrest i judici com a subversiu. Molt carbonaris s'enfrontaven a aquest risc mentre Metternich orquestrava, des de Viena, polítiques repressives dels règims titelles al nord-est i el centre d'Itàlia. Travessant Itàlia, Panizzi finalment va arribar al Ticino (Suïssa). Allà, l'any 1823, va escriure i publicar un llibre denunciant el règim repressiu i els judicis contra els ciutadans del Ducat de Mòdena, Dei Processi e delle Sentenze contra gli imputati di Lesa Maestà e di aderenza alle Sette proscritte negli Stati di Modena. Després de la publicació del llibre, va ser acusat, jutjat i condemnat a mort in absentia a Mòdena. Es va pressionar perquè fos expulsat de Suïssa.

## Escapada a Anglaterra i subseqüent carrera com a bibliotecari
El maig de 1823, Panizzi es va mudar a Anglaterra, convertint-se en un súbdit britànc el 1832. En arribar a Londres, el poeta italià en exili Ugo Foscolo li va donar una carta de presentació al banquer de Liverpool William Roscoe i es va traslladar a aquesta ciutat, on es va guanyar la vida ensenyant italià. El 1826, Panizzi va conèixer l'advocat i figura política Henry Brougham, i el va ajudar en un complicat cas de segrest. Quan Brougham es va convertir en Lord Canceller d'Anglaterra, va obtenir per a Panizzi la càtedra d'italià a la recentment fundada Universitat de Londres (ara University College London). Després va ocupar el càrrec "d'Extra-Assistant-Keeper" a la Biblioteca del Museu Britànic. Panizzi va ocupar una sèrie de càrrecs allà; Bibliotecari adjunt (1831-1837), Conservador de llibres impresos (1837-1856) i Bibliotecari principal (1856-1866).
Deguts els seus extraordinaris serveis com a bibliotecari, el 1869 va ser nomenat cavaller per la Reina Victòria, convertint-se en Cavaller Comandant de l'Orde del Bany.

## Activitats polítiques i honors
Panizzi era amic personal dels primers ministres britànics Lord Palmerston i William Ewart Gladstone, va mantenir una correspondència activa amb el comte sard i, més tard, primer ministre italià, Camillo Benso di Cavour, i a través de l'arqueòleg i escriptor francès Prosper Mérimée, va conèixer bé l'emperador francès Napoleó III i l'emperadriu Eugènia. El 1844, Panizzi també va assistir a Giuseppe Mazzini, aleshores exiliat a Londres, amb la publicació d'un article influent que denunciava la pràctica ordenada pel ministre de l'Interior d'ordenar que les cartes privades de Mazzini les obrissin a l'oficina de correus i en lliuressin còpies del contingut a l'ambaixada d'Àustria. També va orquestrar una visita de Giuseppe Garibaldi a Anglaterra, i va convèncer Gladstone perquè viatgés a Nàpols per veure personalment les condicions inhumanes en què es mantenien els presos polítics. Quan els seus esforços per alliberar aquests presoners van fracassar, va recaptar diners per comprar un vaixell i va muntar una expedició per rescatar els presoners de la fortalesa de l'illa de Santo Stefano al golf de Gaeta. Malauradament, el vaixell es va enfonsar en una tempesta poc després de sortir d'Anglaterra. El 1859, els presoners van ser alliberats pel rei napolità Ferran II de les Dues Sicílies i embarcats en un vaixell amb destinació Nova York. Panizzi va ajudar a assegurar-se que el vaixell fer port a Anglaterra, on els antics presoners van rebre asil i se'ls va assegurar el suport.